# ГЕС Чедеголо
ГЕС Чедеголо (італ. Cedegolo) — гідроелектростанція на півночі Італії. Знаходячись між ГЕС Соніко (вище за течією) і ГЕС Чивідате, входить до складу каскаду на річці Ольо (ліва притока По, яка належить до басейну Адріатичного моря).
Відпрацьована на станції Соніко вода одразу подається у дериваційний тунель до другого ступеня, який прямує через гірський масив лівобережжя Ольо (західний схил Адамелло-Пресанелла Альп). Крім того, до тунелю подається ресурс:
- відібраний з Ольо біля станції Соніко (водозабір для останньої здійснюється за декілька кілометрів вище за течією);

- надлишкова вода з нижнього резервуара ГЕС-ГАЕС Едоло;

- вода з лівих приток Ольо — Валь-Раббіа, Ремуло, Валь-Цацца.

Тунель довжиною 12,5 км виводить до водосховища Полья, створеного на однойменній лівій притоці Ольо за допомогою бетонної гравітаційно-контрфорсної греблі висотою 42 метри та довжиною 100 метрів. Звідси вода подається по іншому тунелю довжиною 1 км до верхнього балансуючого резервуару, від якого починається напірний водогін із двох частин: похилої (довжина 320 метрів при діаметрі 3,5 метра) та шахтної (довжина 93 метри при діаметрі 2,6 метра).
Підземний машинний зал, доступ персоналу до якого здійснюється через тунель довжиною 0,33 км, обладнаний трьома турбінами типу Френсіс потужністю по 24 МВт. При напорі у 124 метри вони забезпечують річне виробництво на рівні 220 млн кВт·год електроенергії. Відпрацьована вода через відвідний канал довжиною 0,4 км подається до дериваційного тунелю наступної станції Cividate, проте може також скидатись в Ольо.
Видача продукції відбувається по ЛЕП, що працюють під напругою 130 та 220 кВ.